# La Dragonera (derelicte)

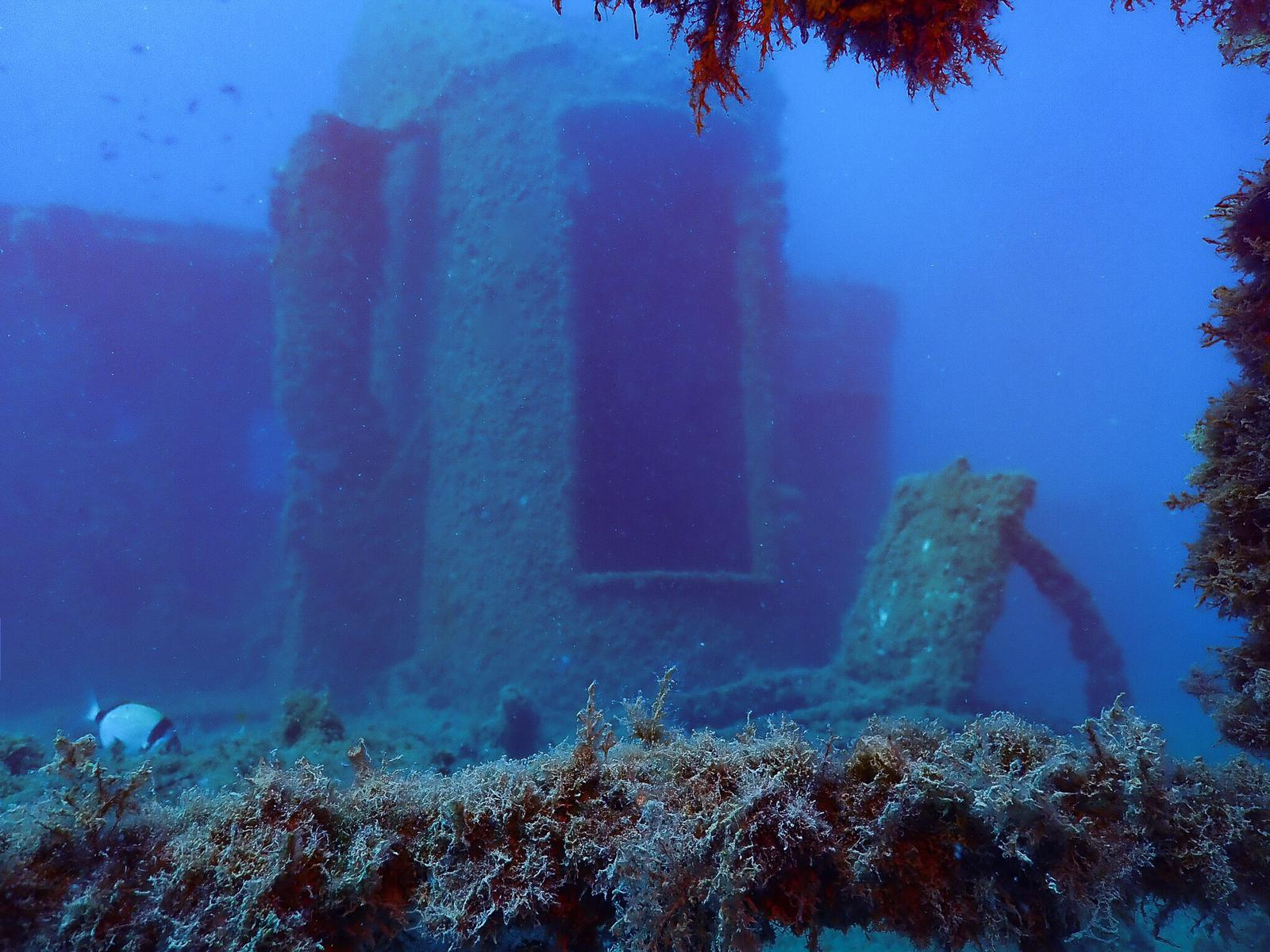
Torre de popa

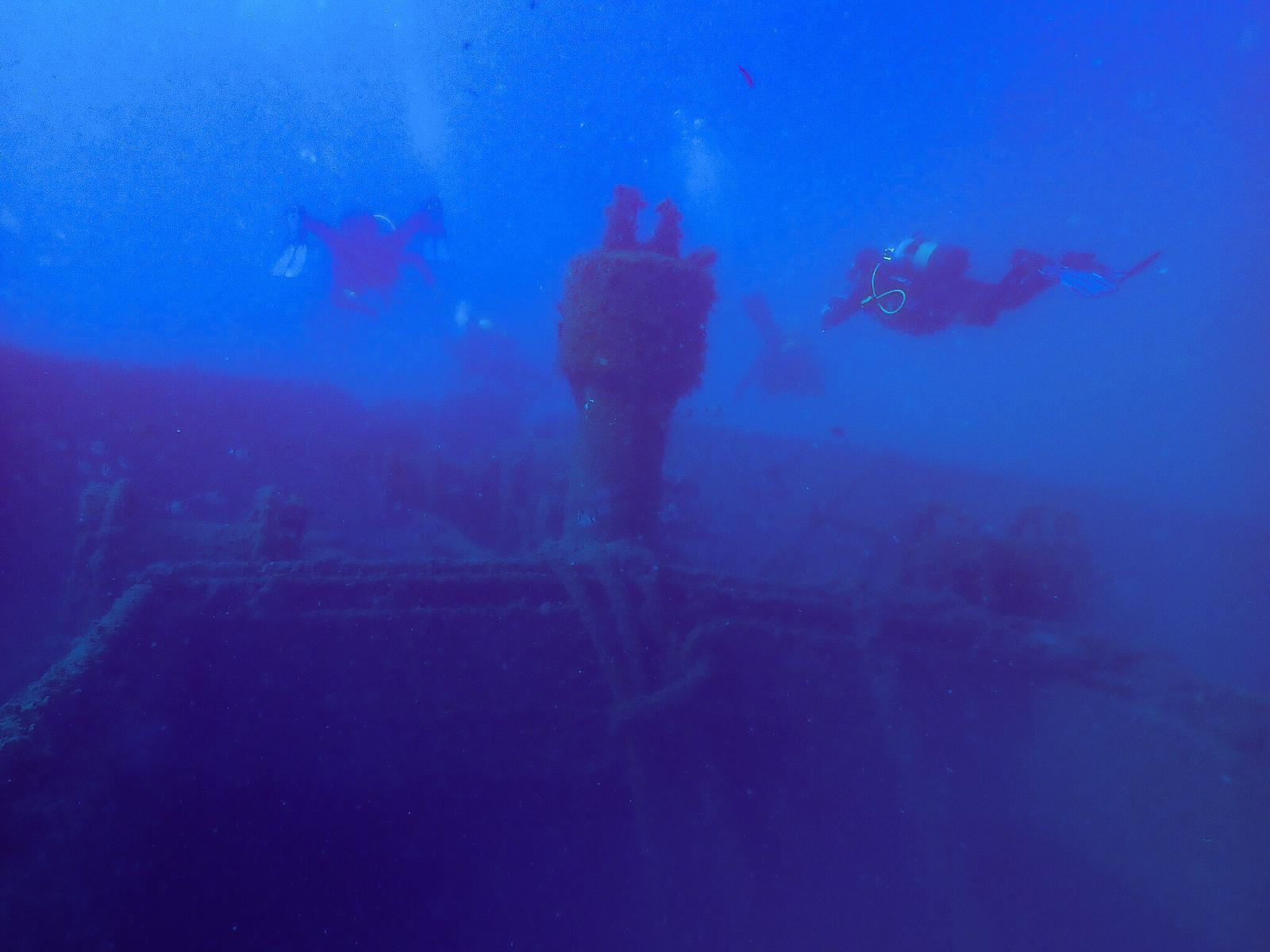
Proa del vaixell

El derelicte de La Dragonera és un gran vaixell de 65 m d'eslora que va ser enfonsat a Tarragona per al SES (Societat d'Exploracions Submarines), al 1.994 amb la intenció de crear, juntament amb altres elements, un escull artificial per al busseig recreatiu i l'estudi de la fauna i flora subaquàtiques de la zona.
Aquest derelicte té diferents profunditats, la part de la popa es troba a 14 m i la bodega que és la part més profunda és a 24 m, així doncs aquest lloc pot ser visitat per a tots els nivells de busseig.

## Situació[1]
Està situat als afores del Port de Tarragona al Parc Subaquàtic de Tarragona. Està senyalitzat amb tres boies una a cada costat del vaixell (popa i proa) i una al mig d'on surt una corda que dona directament amb el vaixell i és la forma més fàcil d'arribar.

## Història
La Dragonera era un vaixell del 1974 que s'utilitzava per fer extraccions de sorra. Després la van convertir en una embarcació que es dedicava a realitzar transport il·legal de drogues. Per aquest motiu va ser decomissada i com no sabien com destruir-la va sortir en subhasta. Aleshores les entitats de Tarragona (Ajuntaments, Port de Tarragona..., etc.) volen crear un ecosistema dins de l'aigua i van licitar en sobre tancat per guanyar-la i ho van aconseguir. Van demanar els permisos necessaris a capitania per poder enfonsar-la. Per fi el vaixell va ser enfonsat durant l'estiu de 1994. El vaixell porta enfonsat més de 25 anys.

## Fauna i flora[calcitació]
A la Dragonera hi han catalogades més de 250 espècies de fauna i flora, com per exemple: Espets, Llobarros, llagostes o congriïs que rodejant aquesta embarcació.
- GORGÒNIES: Són uns animals que tenen forma de ventall. Creixen cada any 6 cm tant d'alt com d'ampli.
- MORENES: Són de la família de peixos anguil·liformes. Viuen en esquerdes i gràcies al seu cos és hi permet caçar ràpidament i tornar a les esquerdes. Té un color marró tronc.
- ANFÓS: És un peix semi-gras que habita en aigua salada. Solen viure en zones d'algues, roques i corals, també poden habitar en coves.
- SARDS: S' alimenta'n de musclos i també d'altres crustacis. Els podem reconèixer perquè tenen un punt negre sobre la part de la cua i són molt espantadissos.
- ESTRELLES DE MAR: Viuen en les roques tenen una pell que els protegeix dels depredadors, també tenen la capacitat d'autoregenerar-se.
- GAMBES: Són un mol·luscos que s'alimenten de plàncton, tenen un color vermellós.
- LLAGOSTES: Són de la família de la gamba però mes gran tenen una closca que li protegeix dels depredadors.
- LLOBARRO: És un peix de la família morònids, pot assolir fins a 12 kg de pes.
- CONGRI:És de la família de les morenes però més prima, té un gris lapida que pot canviar per a camuflar-se.

## Normativa[2]
- El màxim de persones que està permès per a realitzar l'activitat és de 100 submarinistes per franja horaria. Les franjes són les següents: 9-11, 11-13, 15-17, 17-19 i nocturn.
- No es permet agafar o malbaratar res del delericte.
- Necessites tindre una titulació i també l'especialitat que et permet fer submarinisme en delerictes.
- S'ha de sol·licitar un permís especial al SES. Aquest s'haurà de demanar amb 30 dies d'antelació com a màxim i 12 hores com a mínim.
- S'ha de tenir almenys unes 10 immersions ja fetes fora de les especialitats.
- S'ha de tenir l'assegurança medica en vigor.